# 横浜都市みらい
横浜都市みらい（よこはまとしみらい）は神奈川県横浜市に本社がある都市開発・商業施設・駐車場の運営管理・地域冷暖房事業を行う日本の企業・株式会社。独立行政法人都市再生機構（UR都市機構）グループに属する。港北ニュータウン地区とみなとみらい地区を主な事業拠点としている。

## 沿革
- 1989年2月1日 - 株式会社港北都市開発センター設立。
- 1995年4月 - 港北ニュータウン熱供給株式会社が地域冷暖房事業を開始。
- 1997年 - 「ケーブルネットつづきの森」としてケーブルテレビ事業を開始。
- 2004年7月1日 - 株式会社港北都市開発センター、株式会社都市みらい整備センター、港北ニュータウン熱供給の3社が合併して商号を「株式会社横浜都市みらい」に変更。
- 2009年9月14日 - イッツ・コミュニケーションズ株式会社とケーブルテレビ事業で業務提携契約を締結[3]。
- 2010年3月31日 - ケーブルテレビ事業をイッツ・コミュニケーションズに譲渡、ケーブルネットつづきの森としてのサービスを終了。

## 地域冷暖房事業
深夜電力や都市ガスを用いて温水（80℃）・冷水（7℃）・蒸気を製造し、港北ニュータウン地区内の各施設へ供給している。
供給先は、都筑区総合庁舎、都市再生機構、ショッピングタウンあいたい、港北東急百貨店、センター南SKYビル、昭和大学横浜市北部病院（北部病院）、パルティーレ横浜ウエディングビレッジ、横浜郵便貯金事務センター、都筑警察署等の大型施設。蒸気に関しては、北部病院のみに供給している。
地域冷暖房事業は、大規模な配管スペースが必要である、導入時の建設コストが高い、既存施設への導入が困難であるなどの難点があるものの、各施設のボイラーを統合することによる光熱費の削減、大気汚染減少など温暖化対策の効果がある。また、施設ごとにボイラーやエアコンの室外機が無くなるため、景観が向上する効果もある。
- メインプラント - 都筑区荏田東四丁目10番4号（熱供給事業本部も所在）
- サブプラント - 都筑区中川中央一丁目1番3号

## 都市開発事業
横浜市内で都市開発事業を手がけている。また、以下の他に株主である独立行政法人都市再生機構（UR都市機構）からは、UR賃貸住宅の建設及び管理を受けている。
- 港北ニュータウン地区（都筑区）
- みなとみらい地区（西区・中区）
  - みなとみらい業務部：横浜市西区みなとみらい四丁目3番2号
- 長津田地区（緑区）
- 奈良地区（青葉区）

## 商業施設の運営・管理事業

### 港北ニュータウン地区
- ショッピングタウンあいたい（横浜市営地下鉄 センター北駅直結）
- キーサウス（横浜市営地下鉄 センター南駅前）
- サウスウッド（横浜市営地下鉄 センター南駅前、旧：パルスポットセンター南）

過去に存在した施設
- パルスポット仲町台（2007年秋閉館）
- パルスポットセンター南（2012年3月閉館）

### みなとみらい地区
- プロット48（暫定施設/旧：横浜アンパンマンこどもミュージアム&モール）

過去に存在した施設
- アルカエフ（暫定施設/セキチュー棟2017年8月閉館、ジョナサン棟など2019年7月閉館）
- 横浜アンパンマンこどもミュージアム&モール（暫定施設/移転のため2019年5月閉館）

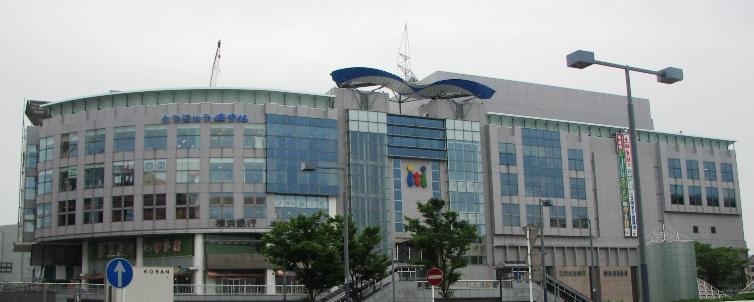
ショッピングタウンあいたい
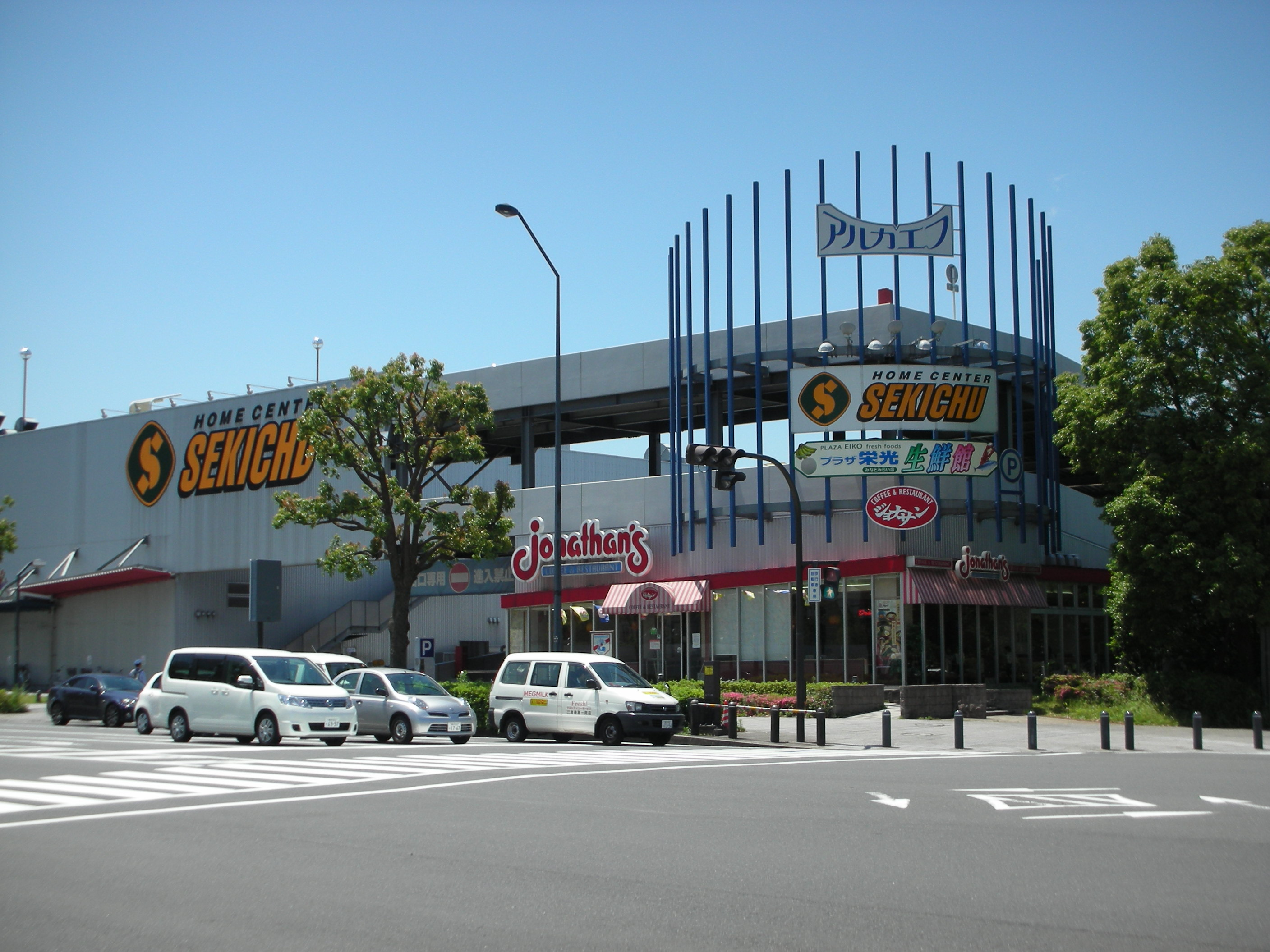
アルカエフ（2010年5月28日撮影）
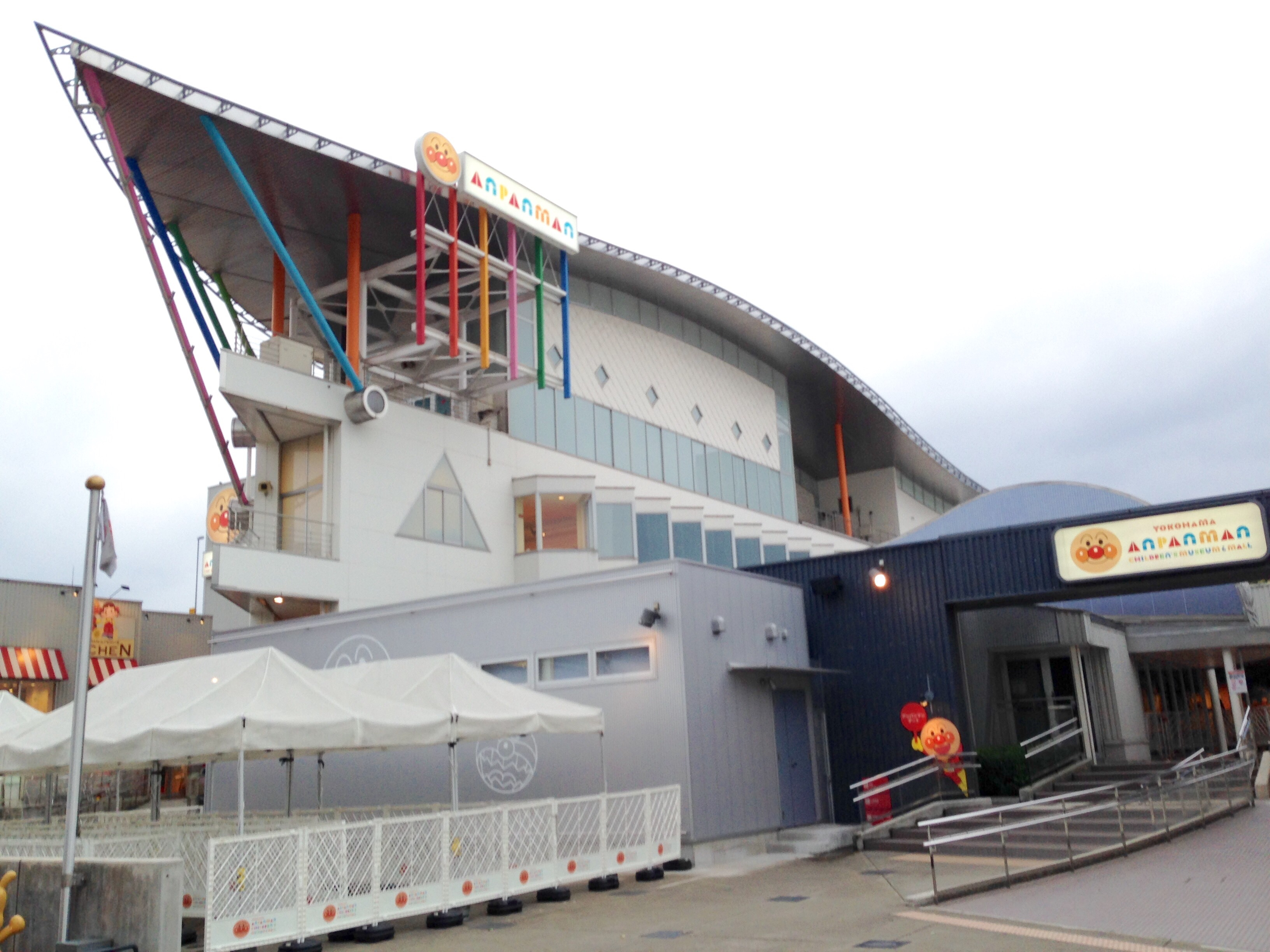
横浜アンパンマンこどもミュージアム&モール（2014年7月7日撮影）

## 駐車場の運営・管理事業
- 横浜市営地下鉄 センター北駅・センター南駅の地下駐車場管理
- キーサウス駐車場（キーサウスに併設）
- 新高島臨時駐車場（みなとみらい地区55街区の敷地にて、開発が本格化するまでの暫定利用）

## CATV事業（廃止）
- 愛称はケーブルネットつづきの森で、サービスエリアは横浜市都筑区の港北ニュータウンであった。2009年でイッツ・コミュニケーションズに継承。
- 工事及び保守等は、NHKアイテックが行なっていた。

### コミュニティチャンネル
- 愛称：つづきチャンネル

#### 番組
- まるごと！つづき - 都筑のイベントを毎週取材
- 私出ちゃいました
- つづきSHOPナビ
- CINEMA INFORMATION
- 都筑区防犯情報
- つづきの風景
- 行政・イベント情報 つづきinformation
- まるごと！つづきダイジェスト